# Osteoporose
Osteoporose é uma doença em que a degradação estrutural e a diminuição da densidade mineral dos ossos aumentam o risco de fraturas ósseas. É a causa mais comum de fraturas em idosos. Entre os ossos que se fraturam com maior frequência estão as vértebras, os ossos do antebraço e a anca. A doença geralmente não manifesta sintomas até à ocorrência de uma fratura. Os ossos podem tornar-se de tal forma frágeis que se fraturam espontaneamente ou à mínima pressão.
A osteoporose pode ter origem num pico de massa óssea inferior ao normal e perda óssea superior ao normal. A perda óssea aumenta após a menopausa devido à diminuição da quantidade de estrogénio. A osteporose pode também ter origem numa série de doenças ou tratamentos, incluindo alcoolismo, anorexia, hipertiroidismo, remoção cirúrgica dos ovários e doenças renais. Alguns medicamentos aumentam o ritmo de perda óssea, entre os quais alguns anticonvulsivos, quimioterapia, inibidores da bomba de protões, inibidores seletivo de recaptação de serotonina e esteroides. A falta de exercício e o tabagismo são também fatores de risco. A osteoporose é definida como a densidade mineral óssea com um desvio padrão 2,5 vezes inferior ao de um jovem adulto. Este valor é geralmente medido por absorciometria bifotónica de raio X na anca.
A prevenção da osteoporose inclui uma dieta adequada durante a infância e evitar os medicamentos que causam a condição. Em pessoas com a doença, a prevenção de fraturas ósseas inclui uma dieta adequada, exercício físico e a prevenção de eventuais quedas. Algumas alterações do estilo de vida podem ser benéficas, tais como deixar de fumar e evitar o consumo de bebidas alcoólicas. A administração de bifosfonato pode ser útil em pessoas com fraturas anteriores causadas pela osteoporose, embora possa ser menos eficaz em pessoas sem historial de fraturas. Existem também outros medicamentos que podem ser úteis.
A osteoporose torna-se mais comum à medida que a idade avança. O risco da doença é maior entre caucasianos e asiáticos. Em pessoas caucasianas, a doença afeta cerca de 15% das pessoas com 50-60 anos e 70% das pessoas com mais de 80 anos. É mais comum em mulheres do que em homens. Nos países desenvolvidos, dependendo do método de diagnóstico, a doença afeta entre 2 e 8% dos homens e 9 e 38% das mulheres. A prevalência da doença nos países em vias de desenvolvimento não é clara. Em 2010, cerca de 22 milhões de mulheres e 5,5 milhões de homens na União Europeia tinham osteoporose.  O termo "osteoporose" tem origem nas palavras gregas para "ossos porosos".

## Classificação
A osteoporose pode atingir:
- Coluna vertebral - Pessoas idosas podem fraturar as vértebras da coluna com frequência. A chamada corcunda de viúva é uma deformação comum e pode até levar à diminuição de tamanho do doente.
- Punho - Por ser um ponto de apoio, é uma área na qual as fraturas acontecem normalmente. Os ossos sensíveis têm pouca estrutura para sustentar o peso do corpo quando cai.
- Quadril / Anca - As fraturas de pele são difíceis de cicatrizar e podem levar à invalidez. Estudos mostram que em torno de 50% dos que fraturam o quadril não conseguem mais andar sozinhos.
- Fêmur - Também muito comum entre os que desenvolvem a doença. É frequente tanto em homens quanto em mulheres, principalmente depois dos 65 anos. A recuperação costuma ser lenta.

## Sinais e sintomas

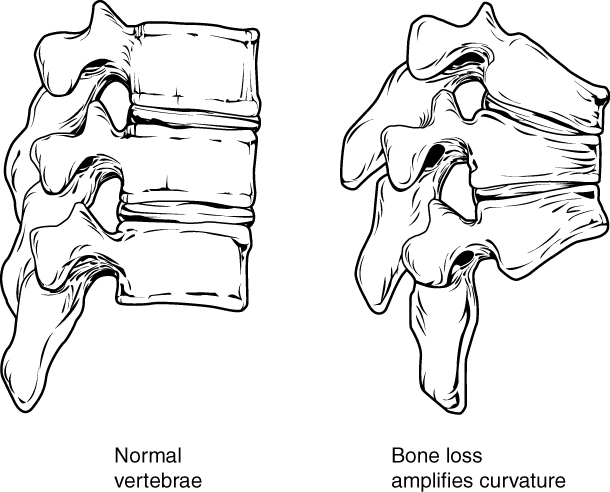
A perda óssea nas vértebras gera uma cifose cada vez mais acentuada resultando em um encurvamento do corpo para frente.

A doença progride lentamente e raramente apresenta sintomas. Se não forem feitos exames sanguíneos e de massa óssea, é percebida apenas quando surgem as primeiras fraturas, acompanhadas de dores agudas. A osteoporose pode, também, provocar deformidades e reduzir a estatura da pessoa.

## Fatores de risco
Quem se encontra em maior risco de desenvolver a doença são:
- Mulheres após a menopausa;
- Homens após os 60 anos;
- Fumantes;
- Consumidores de álcool ou/e café em excesso;
- Diabéticos;
- Sedentários;
- Doenças cardíacas[15]
- Doenças endócrinas (especialmente na tireoide, paratireoide ou ovários);
- Desordens nutricionais (não basta cálcio; vitamina D, proteínas, magnésio e fósforo também são essenciais para ossos saudáveis)
- Doenças gastro-intestinais que prejudiquem a absorção de nutrientes;
- A osteoporose pode ser um sintoma da síndrome de ativação de mastócitos.[16][17][18]
- Histórico familiar de osteoporose e osteopenia;
- Certos medicamentos;
- Peso abaixo do ideal

## Fisiopatologia
O aparecimento da osteoporose está ligado aos níveis de estrógeno do organismo. O estrógeno - hormônio feminino, também presente nos homens, mas em menor quantidade — ajuda a manter o equilíbrio entre a perda e o ganho de massa óssea.
As mulheres são as mais atingidas pela doença, uma vez que, na menopausa, os níveis de estrógeno caem bruscamente. Com isso, os ossos passam a incorporar menos cálcio (fundamental na formação do osso), tornando-se mais frágeis. Para cada quatro mulheres, somente um homem desenvolve esta patologia.
Embora pareçam estruturas inativas, os ossos se modificam ao longo da vida. O organismo está constantemente fazendo e desfazendo ossos. Esse processo depende de vários fatores como genética, boa nutrição, manutenção de bons níveis de hormônios e prática regular de exercício; os hábitos e costumes exercem  grande influência, reduzir a ingestão de todos os produtos que contenham muita xantina é essencial. As células ósseas (osteócito) são as responsáveis pela formação do colágeno, que dá sustentação ao osso. Os canais que interligam os osteócitos permitem que o cálcio, essencial para a formação óssea, saia do sangue e ajude a formar o osso.
Apesar do cálcio ser um elemento essencial para a função de inúmeros processos biológicos e por essa razão ser ingerido em doses fisiológicas e ainda contribuir para a formação do tecido ósseo, o íon cálcio não exerce qualquer ação direta sobre a síntese do colágeno ósseo. Esta sim é que sempre deve ser ativada utilizando todos os recursos disponíveis por se tratar da estrutura de sustentação óssea.
Portanto, ingerir cálcio em doses elevadas na presença de osso osteoporótico representa apenas uma estratégia de marketing porque para se fixar no osso necessita de uma matriz primária adequada que é formada pelo colágeno ósseo. O efeito do cálcio em pacientes com osteoporose é semelhante ao de qualquer placebo.
A densidade mineral de cálcio é reduzida de 50,1% em pessoa normal para 1,3% quando portadora de osteoporose. O quadro osteoporose significa condição irreversível. O canal medular central do osso, a diáfise óssea, torna-se mais larga. Com a progressão da osteoporose, os ossos ficam esburacados e quebradiços. O colágeno e os depósitos minerais são desfeitos muito rapidamente e a formação do osso torna-se mais lenta. Com o teor menor de colágeno ósseo surgem espaços vazios que enfraquecem o osso.A deterioração do colágeno ósseo causa redução da resistência tênsil e elevação do risco de fratura. Quanto maior for a perda de colágeno ósseo, mesmo diante de exercícios bem orientados as pessoas ficam mais susceptíveis as fraturas, muito comuns e diagnosticadas durante  pequenos impactos.

## Diagnóstico

### Avaliação da qualidade óssea
A partir de 1991 devido o Consenso realizado por todas as Sociedades Americanas que tratam da osteoporose, elas  passaram a informar que é fundamental a análise da qualidade óssea que expressa o estado de deterioração do colágeno ósseo. Quanto melhor for a qualidade óssea menor a chance de ter fratura.
A mudança na definição ocorreu porque as pesquisas verificaram que 100% das pacientes com Síndrome de Turner e que possuíam osteoporose, não fraturam. Ainda, os pesquisadores constataram que ao prescrever Fluoreto de Sódio para suas pacientes, os ossos ficavam mais densos e fraturavam com maior facilidade.
A partir dessas constatações os pesquisadores começaram a estudar mais profundamente o tecido ósseo e verificaram que o risco de desenvolver osteoporose e fratura está diretamente relacionado com as deteriorações do colágeno ósseo.
A partir de 2000, uma nova tecnologia com inteligência artificial dos projetos da robótica da Nasa permitiu determinar o local mais apropriado do organismo humano que permite estudar minuciosamente o tecido ósseo. Essa região é a das metáfises das falanges dos dedos II-V. Nela é possível avaliar oito parâmetros, e não apenas um, como quando o exame é realizado na coluna lombar, como vem sendo orientado há mais de 25 anos. Segundo esta pesquisa, avaliar apenas a densidade óssea seria uma análise do tecido ósseo muito restrita.

### Densitometria
É muito importante saber que a maioria das fraturas que ocorrem na coluna se situam na região torácica e não na região lombar como tem sido descrito pela maioria dos reumatologistas e ortopedistas. Vários pesquisadores estadunidenses, entre eles Bonnick (1989) já tinham  constatado esse fato. Após revisão dos trabalhos publicados nos últimos 15 anos, o Serviço Preventivo da Força Tarefa Americana a partir de 2002 passou a orientar a densitometria da coluna lombar apenas para as pacientes acima de 65 anos se não possuírem antecedentes familiares de fratura. Também informa que esse exame pode apresentar baixa reprodutibilidade (59,0%) em seus resultados quando  são realizados anualmente. Por essa razão, recomendam que o exame não deve ser repetido na coluna lombar com intervalo menor do que 3 anos.
A densitometria óssea estabeleceu-se como o método mais moderno, aprimorado e único para se medir a densidade mineral óssea e comparado com padrões para idade e sexo
Essa é a condição indispensável para o diagnóstico e tratamento da osteoporose e de outras possíveis doenças que possam atingir os ossos. Os aparelhos hoje utilizados conseguem aliar precisão e rapidez na execução dos exames, a exposição a radiação é baixa, tanto para o paciente como para o próprio técnico.

## Prevenção
- Fazer exercícios físicos regularmente: os exercícios resistidos são os mais recomendados;
- Dieta com alimentos ricos em cálcio:
- 100g de gergelim: 975 mg de cálcio
- 100g de semente de chia: 1476 mg de cálcio
- 100g de tofu: 128 mg de cálcio
- 100g de salsa: 203 mg de cálcio
- 100g de grão de bico: 150 mg de cálcio
- 100g de alga hijiki: 1400 mg de cálcio
- Verduras como brócolis, repolho e couve;
- Frutas, como banana prata, amêndoas e gergelim[19]
- Um importante item de prevenção é a consulta prévia a um cirugião dentista, uma vez que existe o risco de osteonecrose maxilar/mandibular, citada por diversos autores em artigos científicos, além de ser uma informação também encontrada na bula dos medicamentos utilizados para o tratamento da osteoporose. O paciente que faz uso de medicamentos da classe dos bifosfonatos e mesmo outros mais modernos, corre o risco de ser acometido de uma osteonecrose mandibular ou maxilar, apesar de não ser comum o risco existe até para quem faz uso destes medicamentos por via oral. O ideal é que se faça um tratamento odontológico completo antes de iniciar o uso das drogas para tratamento da osteoporose, afim de evitar quer futuras intervenções cirúrgicas sejam necessárias, como extrações dentárias por exemplo, uma vez que as drogas permanecem ativas no organismos por volta de 10 anos, mesmo após a paralisação de seu uso.

### Bifosfonatos
Os Bifosfonatos continuam sendo o tratamento de escolha para osteoporose pós-menopausa . São também usados no tratamento da osteoporose no sexo masculino e na osteoporose induzida por glucocorticoides e em metástases ósseas.
A literatura informa que os tratamentos de administração diário, semanal, mensal ou anual agem aumentando a massa óssea reduzindo o risco de fraturas. No entanto, mais recentemente a Síndrome de Bronjs (necrose de mandíbula) tem sido referida por várias pesquisas europeias como a mais grave complicação do uso dos bifosfonatos, incluindo os mais potentes (ácido zolendrônico, palmidronato de sódio, risedronatos, ibandronato), sendo que a ocorrência dessa síndrome não guarda relação com o tempo de uso. O aumento da incidência de necrose de mandíbula esta associado ao uso venoso ou seja ao ácido zolendrônico. A relação existente ao uso de bifosfonatos em baixas doses e a necrose de medula continua sem provas na literatura científica. Devido aos riscos da terapia estrogênica e da ausência de provas, os bifosfonatos orais continuam como primeira escolha para o tratamento de osteoporose pós-menopausa.
Os graves desdobramentos da necrose total de mandíbula interferem de maneira significativa na qualidade de vida, e até o momento não há descrição de tratamentos totalmente eficazes para essa complicação. Portanto a indicação do bifosfonato venoso deve ser amplamente fundamenta na relação risco benefício individual.
Em breve, com a aplicação da nova tecnologia que avalia  a microarquitetura óssea, será talvez possível entender as razões pelas quais os bifosfonatos (por exemplo, alendronato, risedronato, ibandronato, ácido zoledrônico) deterioram a qualidade óssea. Em 2010 foi lançado um alerta pela FDA onde realça as possíveis evidências de um aumento do risco de certos tipos de fracturas na coxa relacionadas com o uso deste tipo de fármacos por mais de 3 anos (tratamento médio de 7 anos).

### Reposição hormonal
A reposição hormonal é importante tanto durante a prevenção quanto durante o tratamento. O estrógeno reduz o risco de fraturas em mulheres com osteoporose.
Exemplo: Estradiol.

### Modulador seletivo dos receptores de estrogênio (SERM)
SERM são uma classe de medicamentos que agem seletivamente nos receptores de estrogênio corporais. Normalmente, a densidade mineral óssea é precisamente regulada por um equilíbrio entre a atividade de osteoblastos e osteoclastos nos ossos trabeculares. Estrogênios exercem uma função essencial na regulação do processo de formação/reabsorção óssea por conta da ativação de osteoblastos. Alguns SERMs, como o raloxifeno, agem no osso reduzindo a reabsorção óssea pelos osteoclastos.
Exemplo: Raloxifeno

### Administração de cálcio
Para quem já tem a doença, o cálcio pode ser dado em dosagens de 1 mil a 1,5 mil miligramas por dia, com recomendação médica. Pode ser acompanhado por suplementos de vitamina D.
No entanto, é importante ter o conhecimento de que, no tecido ósseo o elemento cálcio exerce importante papel, porém, depende para a sua fixação do estado da matriz proteica (colágeno) que deve apresentar os estados definidos como; adequado ou limítrofe. Sem a presença de uma adequada ou limítrofe estrutura de sustentação óssea, formada por 95% por colágeno ósseo, o cálcio não se fixará de forma adequada e não poderá exercer a sua ação originando a matriz secundária.
É importante verificar o estado que se encontra a matriz proteica, pois no caso da osteoporose instalada (matriz mesenquimal deteriorada), diante do estado final de deterioração do colágeno ósseo, o íon cálcio desempenha uma ação ineficiente, porque estando a matriz proteica deteriorada não haverá, na tripla hélice do colágeno, ligações bioquímicas livres para o íon cálcio se fixar.

### Calcitonina
A calcitonina é um hormônio produzido pelas células parafoliculares da tireoide que tem a função de diminuir os níveis de cálcio (Ca 2+) no sangue, contrariando os efeitos da paratormona (PTH). Inibe a absorção de Ca 2+ pelo intestino, inibe a atividade dos osteoclastos nos ossos, inibe a reabsorção de fosfato pelos túbulos renais e aumenta a reabsorção de Ca 2+ e Mg 2+ pelos túbulos renais.

### Atividade física
Atividade física corretamente orientada (por um educador físico), também é usada como parte importante no tratamento e controle da osteoporose, podendo reduzir ou até, estabilizar a perda de massa óssea do indivíduo.

### Consumo de leite e derivados
Segundo o ministério da saúde brasileiro, é recomendável o consumo de três copos de leite (ou porções de derivados) por dia para prevenir a osteoporose, devido ao cálcio presente nesses alimentos. Recomenda a ingestão de 1g de cálcio ao dia, citando o consumo de laticínios, frutas e verduras para se atingir essa quantidade. Porém apenas laticínios não são o suficiente, consumir vitamina D e magnésio são ainda mais importantes.
Há inúmeros estudos científicos que alertam para a baixa capacidade de absorção do cálcio de leites animais pelo organismo humano: "nem leite nem uma dieta rica em cálcio reduzem o risco de fraturas por osteoporose". Estes estudos apontam que é fundamental a presença de magnésio e vitamina D para que o cálcio seja absorvido. Os mesmos estudos afirmam que a equação máxima entre cálcio e magnésio deve ser de 2:1 ou 3:1. O excesso de cálcio, resultado, por exemplo do uso de suplementos de cálcio, associado ao baixo consumo de magnésio, leva o cálcio a se depositar nas artérias, causando um processo de calcificação, ou calcificar na mucosa gastro-intestinal, entre outras consequências 

## Prognóstico
Os pacientes com osteoporose têm grandes riscos de terem fraturas adicionais. O tratamento para a osteoporose pode reduzir consideravelmente o risco de fraturas no futuro.
As fraturas no quadril podem levar a uma dificuldade na movimentação e um risco aumentado de trombose venosa profunda ou embolismo pulmonar. As fraturas das vértebras podem levar a dor crônica severa de origem neurogênica, que pode ser difícil de ser controlada, assim como uma deformidade. A taxa de mortalidade em um ano que segue a fratura de quadril é de aproximadamente 20%. Embora raras, as fraturas múltiplas de vértebras podem levar a uma cifose severa (corcunda) que a pressão resultante nos órgãos internos pode incapacitar a pessoa de respirar adequadamente.
Embora os pacientes com osteoporose tenham uma alta taxa de mortalidade devido às complicações da fratura, a maioria dos pacientes morre "com" a doença ao invés de morrer "da" doença.

## Epidemiologia

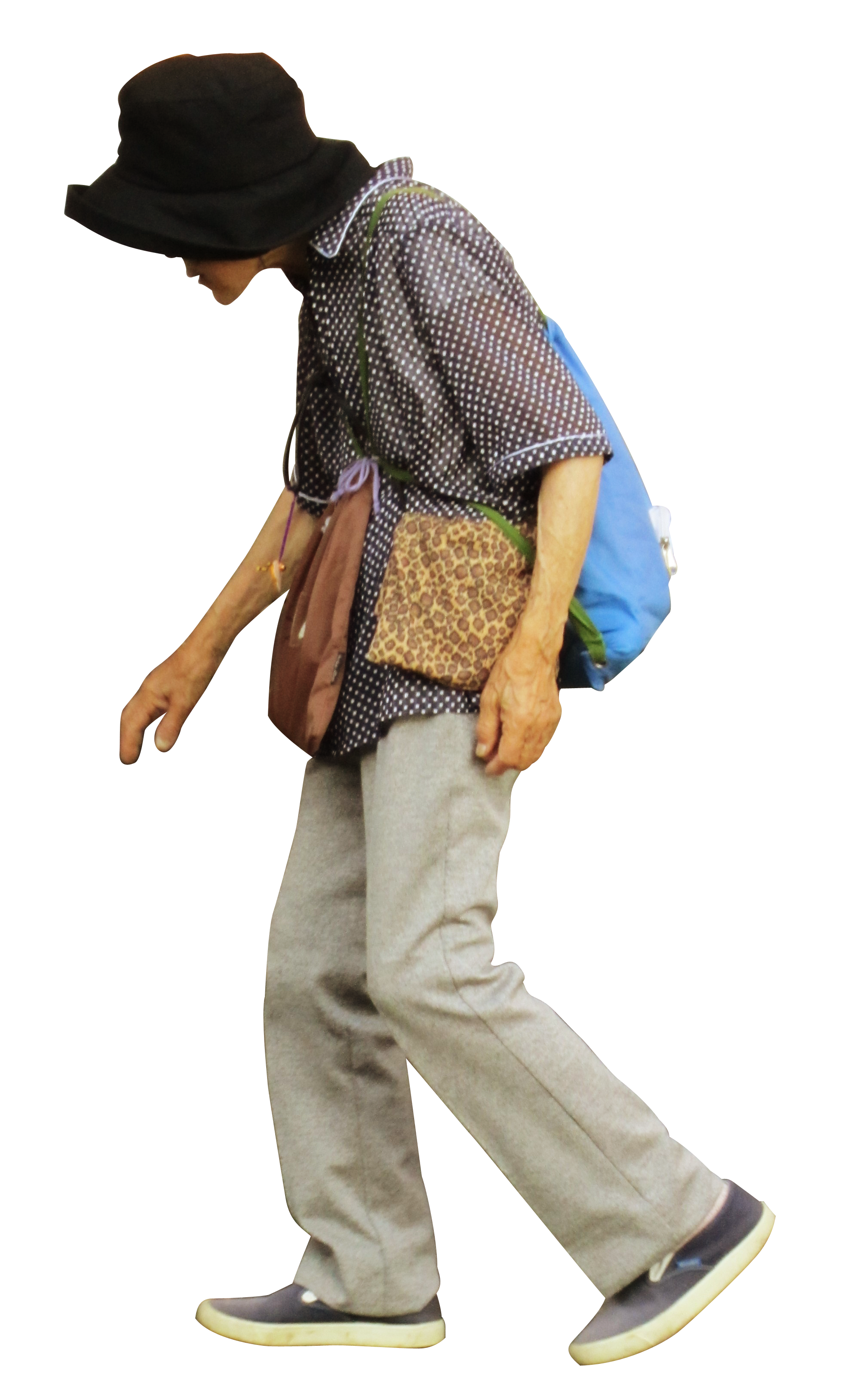
A prevalência varia entre 4 e 40% da população dependendo do país, sendo mais comum em países com maior população de idosos, com maior número de fumantes, de alcoolistas e de sedentários.

Estima-se que mundialmente 1 em cada 3 mulheres e 1 em cada 5 homens acima da idade dos 50 desenvolvem osteoporose. Ela é responsável por milhões de fraturas anualmente, a maioria envolvendo vértebras lombares, quadril e punho.
A sua prevalência entre as brasileiros era em 2006 de 4,4% entre os maiores de 18 anos, muito menor que a média mundial provavelmente pelo fato da população ser em média mais jovem e da expectativa de vida não ser tão alta. Entre mulheres é mais comum depois dos 45 anos, entre não solteiras e ex-fumantes. Entre homens é mais comum depois dos 65 anos, entre casados ou viúvos e sedentários. Cerca de 2000 brasileiros morrem anualmente em consequência de complicações de fraturas devidas a esta doença.
Em Portugal, a prevalência é maior que a média mundial: 6,3% da população de Portugal continental afirmaram “ter ou já ter tido” osteoporose. Estima-se que é responsável por cerca de 40 mil fracturas por ano apenas em Portugal.